# Dibranchus tremendus
Dibranchus tremendus är en fiskart som beskrevs av Bradbury, 1999. Dibranchus tremendus ingår i släktet Dibranchus och familjen Ogcocephalidae. Inga underarter finns listade i Catalogue of Life.